# Tschehel-Dochtaran-Minarett
Das Tschehel-Dochtaran-Minarett (persisch مناره چهل دختران [mɛnɑɾɛ jɛ t͡ʃɛhɛl doxtæɾɑn]) ist ein historisches Minarett in Isfahan, Iran. Das Minarett steht im jüdischen Viertel der Stadt. Gemäß einer Kufi-Inschrift wurde es im Jahre 1112 erbaut. Das Minarett ist das fünftälteste Minarett im Iran, das eine Inschrift aufweist.
Das Minarett hat ein großes Fenster, das in Richtung Qibla ausgerichtet ist. Die anderen Minarette Isfahans weisen dieses Merkmal nicht auf. Das Treppenhaus ist spiralförmig angelegt und führt bis zur Spitze des 21 Meter hohen Bauwerks. Anfänglich soll es höher gewesen sein, jedoch wurde es im Laufe der Zeit – wie viele Minarette – gestutzt. Der Turm überragt den Stadtteil deutlich und ist aus der Ferne gut zu sehen. Schwieriger gestaltet sich sein Aufsuchen durch die labyrinthähnlichen Gassen und engen Straßen.

## Etymologie
Tschehel Dochtaran bedeutet auf Persisch: vierzig Mädchen. Die Herkunft dieses Namens ist unklar. Die Ziffer vierzig wird in der iranischen Kultur zur Übertreibung benutzt. Vielleicht gab es einst einen Bau neben ihm, der den Frauen gehörte, der aber nicht mehr existiert. Die neben dem Tschechel-Dochtaran-Minarett wohnenden Leute nennen es „Garland-Minarett“. Garland war ein britischer Missionar, der im frühen 20. Jahrhundert in den Iran kam und neben dem Minarett arbeitete.